# Аджинджал, Зоя Квашовна
Зоя Квашовна Аджинджал (Джинджолия) (8 февраля) 1937, с. Пакуаш, Очамчирского района) — советская и абхазская художница-график, педагог, иллюстратор.
Член Союза Художников СССР и Союза художников Абхазии.
Основная техника: линогравюра.
Графические станковые работы хранятся в Абхазской государственной картинной галерее, в частных коллекциях Абхазии, Германии и стран СНГ.

## Биография
В 1945—1953 училась в Пакуашской средней школе, в 1953—1956 — в 1-й средней школе г. Ткуарчал.
В 1957—1963 училась в Тбилисской государственной академии художеств.
С 1963 работала преподавателем в художественной шкоде г. Сухум, была художественным редактором журнала «Алашара» и одновременно художником-иллюстратором в журнале «Амцабз».
В 1969 работает преподавателем в Сухумском художественном училище и Абхазском Государственном Университете, в 1981—1986 — директор Сухумского художественного училища им. А. К. Чачба-Шервашидзе.

## Произведения
Она художественно оформила и проиллюстрировала более 250 книг абхазских писателей: Д. Гулиа, Б. Шинкуба, А. Джения, Н. Тарба, Т. Аджба, С. Таркил и др.
В 1980 на международной книжной ярмарке в Турции был особо отмечен талант иллюстратора, проявившийся в художественном оформлении книги писателя А. Джения «Нельзя топтать цветы».

## Выставки
В 1992 её картина «Портрет старика» была выставлена на Международной выставке в Генуе.
С 1963 она активно участвует в ежегодных выставках, организуемых Союзом художников Абхазии
В 2007 в Центр. выставочном зале Союза художников Абхазии состоялась персональная выставка художницы.
Участвует в групповых выставках в России и в Абхазии.
Она внесла большой вклад в становление и развитие худ. станковой графики Абхазии и в воспитание плеяды молодых художников.

## Оценка творчества
«Зоя Квашевна — один из лучших графиков Абхазии. К сожалению, у нее мало времени выпало на реализацию творческих возможностей. И нельзя не почувствовать богатый и нераскрытый творческий потенциал, таящийся в глубинах ее души» (Геннадий Лакоба, скульптор).

## Государственные награды
В 2007 за плодотворную работу в деле воспитания подрастающего поколения и за активное участие в художественной культуре Абхазии была награждена орденом «Ахьдз-Апша» III степени.
в 2010 году ей присвоено почетное звание «Заслуженный учитель Республики Абхазия» за большие заслуги в деле воспитания молодого поколения и многолетнюю педагогическую деятельность.